# Hermeuptychia intricata
Hermeuptychia intricata is een vlinder uit de familie Nymphalidae. De wetenschappelijke naam van de soort werd voor het eerst geldig gepubliceerd in 2014 door Nick V. Grishin.

## Type
- holotype: "male, 17.VIII.2013, leg. Grishin, genitalia slide no. NVG130927-14"
- instituut: USNM, Smithsonian Institution, Washington, Amerika.
- typelocatie: "USA, Texas, Fort Bend County, Brazos Bend State Park, Hale Lake, 29.3801°−95.5847"